# Alfredo Guijarro Alcocer
Alfredo Guijarro Alcocer (Huelva, 23 de octubre de 1902-Barcelona, 10 de septiembre de 1958), fue capitán de navío, ingeniero de radio y primer director de Radiodifusión (1946-1951).

## Biografía
Nacido en Huelva el 23 de octubre de 1902, ingresó en la Escuela Naval Militar con el número uno en 1918, saliendo alférez de navío hacia el final de 1923, en que embarcó en la Escuadra. 
Tras cursar estudios de ingeniero de radio en la Escuela Superior de Electricidad de París, sirvió en calidad de tal en el crucero «Príncipe de Asturias», interviniendo en la campaña de Alhucemas (Marruecos español). Después de diversos destinos de desembarco, pasó a ejercer la secretaría de la Comandancia de Marina de Barcelona en la que desempeñó además, la Inspección de Radio del Mediterráneo. Asimismo ganó por oposición con el número uno, la cátedra de Radio de la Escuela Náutica de Barcelona, destino que tuvo que abandonar marchando al extranjero por persecución política.
Al iniciarse la dictadura franquista, regresó a España, siendo destinado a la jefatura de Transmisiones del Departamento Marítimo de Ferrol de Franco; luego, a la de Cádiz y posteriormente a idénticas jefaturas en Burgos y en el Ministerio de Marina.
Al constituirse el Consejo Superior de Investigaciones Científicas, fue nombrado vicedirector del Instituto Leonardo Torres Quevedo, de física aplicada y jefe de la sección de electricidad del Instituto Alonso de Santa Cruz. Con posterioridad, fue vocal del pleno de dicho Consejo y presidente de la comisión gestora del Instituto primeramente mencionado. En diversas etapas de su carrera cursó estudios de su especialidad en Alemania, Inglaterra, Francia, Suiza, Italia y otros países y efectuó diversas comisiones de servicio.
A finales de 1942, fue nombrado director general de la Red Española de Radiodifusión y a principios de 1945, director general de Radio Nacional de España y jefe del Servicio Nacional de Radiodifusión. En el Consejo de Ministros celebrado el 11 de enero de 1946, se le nombró director general de Radiodifusión, cargo en el que cesó en 1951.
En el momento de su fallecimiento, era el presidente de la Asociación Nacional de Telecomunicación.
También fue director de los Laboratorios y Talleres del Estado Mayor de la Armada, vocal de la Sección de Electricidad y Magnetismo del Instituto Rockefeller del Consejo Superior de Investigaciones Científicas y vocal del Patronato Juan de la Cierva, del propio organismo.
Estaba en posesión de la Gran Cruz de la Orden del Mérito Civil, entre otras distinciones españolas y extranjeras.

## Fallecimiento
Hacia el mediodía del 10 de septiembre de 1958, el vehículo que salía de Sitges en viaje de regreso a Barcelona, en el que viajaban Alfredo Guijarro, su mujer Carmen Fernández Miret, la hija de ambos, Carmen Guijarro Fernández y su prometido Alfredo Español, sufrió una colisión en la última curva estrecha de la carretera, pasado el pueblo de Garraf, con un camión «Pegaso» que al parecer venía por el lado izquierdo, en dirección contraria. Los ocupantes del vehículo, presentaban heridas de gravedad y fueron trasladados a hospitales de la provincia. Mientras que Guijarro, fue trasladado al Hospital Clínico y Provincial de Barcelona, en el que falleció a los pocos momentos; su esposa, Carmen Fernández fue ingresada en la clínica del doctor Soler Roig, donde le fueron detectadas heridas de pronóstico menos grave que las de su esposo, y Carmen Fernández y Alfredo Español ingresaron en la clínica del doctor Olivé Millet, que diagnosticó fractura de una de las extremidades inferiores y otras lesiones a la hija del matrimonio y lesiones calificadas de pronóstico reservado a su prometido.
Los restos de Alfredo Guijarro Alcocer, fueron inhumados el 11 de septiembre de 1958, en el Cementerio del Este de Barcelona.